# Learco di Reggio
Learco di Reggio (in greco antico: Λέαρχος?, Léarchos; Reggio Calabria, ... – VI secolo a.C.) è stato uno scultore greco antico.
Learco originario di Reggio fiorì nella XLIV Olimpiade (612 a.C). Fu discepolo di Dipeno e Scilli o di Dedalo. Il suo genere erano le statue di metallo, che a quell'epoca si costruivano di diversi pezzi, che poi si connettevano inchiodandoli tra loro. Fu questo il primo modo di realizzare statue metalliche. In questo modo fu lavorato da Learco che realizzò il celebre Giove di Sparta.